# 江口会议
江口会议是1932年3月中旬中共苏区中央局在江西省赣县江口镇江口村窝上召开的扩大会议。会议是在中央红军攻打赣州城失利后召开。会议总结了攻打赣州的经验教训，确定了红军下一步行动方针。

## 背景
1931年9月第三次反围剿战争结束后，中共苏区中央局委员、红一方面军总政治委员毛泽东与上海中共临时中央之间，就中央苏区红军今后军事行动方针发生了严重分歧。起初毛泽东估计国民政府主席蒋介石可能将很快对江西苏区发动第四次围剿，便以中共苏区中央局代理书记的身份主持召开中共苏区中央局会议，提出红军各部队应加紧消灭苏区内由地主武装占据的土围“白点”，迅速赤化福建、广东、江西、湖南四省边界20县400万群众，并且扩大红军10万，以便准备好反第四次围剿的战场。毛泽东的该主张，后来被周恩来、任弼时等人称作“三山计划”。为实现该计划，毛泽东亲赴石城县前线，帮红军总结打土围、拔“白点”的经验，并于1931年10月14日和朱德联名签发了《收集攻打土围炮楼经验的训令》。不久，毛泽东得知蒋介石已于1931年12月在南京下野，于是他改变了对形势的估计，认为蒋介石即便迅速复出，也需要一段时间收拾残局，鉴于九一八事变后全中国人民要求抗日的呼声高涨，学生不断到南京请愿要求政府出兵抗日，蒋介石不可能近期大规模进攻苏区。因此，毛泽东认为中央苏区红军在消灭苏区内部土围“白点”后，应主动出击赣东北，打通和方志敏领导的赣东北苏区的联系，并继续扩大苏区。
但是，上海中共临时中央的王明、博古、周恩来等领导人不同意毛泽东的意见。早在1931年9月20日，中共中央在《由于工农红军冲破第三次“围剿”及革命危机逐渐成熟而产生的党的紧急任务》决议案中，便要求中央苏区红军在打破第三次“围剿”后，应“集中力量追击敌人退却步（部）队，消灭它的一方面，在政治军事（顺）利的条件之下，取得一两个中心的或次要的城市。不要在（再）重复胜利后休息，致使敌人得以从容退却，以致能很快的重整他们的旗鼓，向苏区为新的捣乱”。1931年10月22日、10月31日、12月4日、12月6日，博古、周恩来等人先后多次向中共苏区中央局发来电报指示或训令，催毛泽东、朱德等人迅速部署攻打赣州、吉安等中心城市。苏区中央局成员任弼时、王稼祥、朱德等人对毛泽东的“三山计划”及向赣东北发展主张也表示反对，其中以王稼祥反对最坚决。
毛泽东坚决反对进攻赣州、吉安等中心城市，作为中共苏区中央局代理书记，他也根本没有讨论和部署进攻赣州、吉安的事宜。1931年12月底，新任中共苏区中央局书记周恩来抵达瑞金。但周恩来就任苏区中央局书记后，为便于熟悉情况，仍由毛泽东主持苏区中央局的工作。周恩来到瑞金后，随即主持苏区中央局开会，专门讨论进攻赣州问题。毛泽东在会上仍表示反对。但因苏区中央局其他委员以及与会的彭德怀等人都支持攻打赣州，会上遂决定进攻赣州。
1932年1月9日，以博古为首的中共临时中央作出《中央关于争取革命在一省与数省首先胜利的决议》，正式提出“进攻路线”，要求中央苏区迅速攻占多个中心城市，把中央苏区同周边几个苏区乃至长江以北的鄂豫皖等苏区连为一片。这个“进攻路线”与军事行动计划，获得了共产国际东方部米夫的支持。苏区中央局8位委员除了毛泽东之外，其他7人（周恩来、邓发、项英、朱德、任弼时、王稼祥、顾作霖）都表示支持临时中央的“进攻路线”和军事计划。
1932年1月10日，中革军委发布《关于攻取赣州的军事训令》，并作出了攻打赣州的具体军事部署。红军部队和地方红军分为主作战军、支作战军、机动部队，分别负责攻城、打援、发展新区。红三军团总指挥彭德怀、江西军区总指挥陈毅分任主作战军、支作战军总指挥。
1932年1月中旬，毛泽东在瑞金叶坪主持召开了中共苏区中央局主要成员会议，报告第三次反围剿的情况以及九一八事变后的全国形势。毛泽东在谈话时未说日本占领东北是为进攻苏联，也未提“武装保卫苏联”之类的话。有的苏区中央局成员就此批评毛泽东是“典型的右倾机会主义”等。毛泽东沉默，会议陷入僵局，不得不中途更换主持人。会后不久，毛泽东便辞去主持苏区中央局工作的职务，向苏区中央局请病假，到瑞金城郊的东华山古庙养病。从1932年1月下旬开始，苏区中央局书记周恩来正式主持苏区中央局的工作。

## 会议经过
1932年3月，赣州战役以红军惨败而告终。为总结攻打赣州的经验教训，确定红军下一步行动方针，中共苏区中央局书记周恩来自瑞金赶到前线，中革军委也电请在瑞金东华山养病的毛泽东赶往前线。1932年3月9日至13日，在赣县江口镇江口塘村上曾屋小组的中革军委驻地，周恩来主持召开了由苏区中央局成员、中革军委成员及红军各军团主要负责人周恩来、任弼时、毛泽东、朱德、王稼祥、项英、顾作霖、彭德怀、林彪、聂荣臻、罗荣桓、滕代远、葛耀山、邓萍、袁国平、萧劲光、董振堂、赵博生、刘伯坚、何长工、左权等人参加的苏区中央局扩大会议（史称江口会议）。
会议首先总结了红军攻打赣州的经验教训。毛泽东在听取各军团首长就攻城情况所做的汇报后，严厉批评了攻打赣州的军事错误，对攻打赣州的重大伤亡和造成红军政治声望的严重损失表示愤慨。苏区中央局也同意先从赣州撤军，但不同意毛泽东对攻打赣州的批评。原先积极主张攻打赣州的人们，也不承认攻打赣州是错误，仍认为“红军这次攻赣，是依照中央和中央局的决议，在政治上完全是正确的，……如果认为这次失败是立三路线，那便是不了解目前的政治形势，对政治形势估量不足。那便是不了解夺取中心城市的意义，和对中心城市之夺取的过分恐惧，那便是反立三路线为掩盖的右倾机会主义，我们应该给这个右倾机会主义以致命打击。”
会议的中心议题是红军今后的行动方针。与会者就此激烈争论。毛泽东在会上主张红军主力应向敌方力量薄弱空虚的赣东北及闽浙皖赣边界地区发展，不仅可延缓敌人对苏区的围剿，扩大根据地，而且可使中央苏区与闽浙赣苏区连为一片，同时以抗日民族革命的口号声援上海一二八事件，以推动全国抗日运动。但是，毛泽东的建议并不符合中共临时中央提出的“进攻路线”。在江口会议上，与会的大多数人支持临时中央的“进攻路线”，反对毛泽东提出的红军向赣东北及闽浙皖赣边地区发展的意见，并指责毛泽东害怕攻打中心城市，是严重的“右倾机会主义”表现。与会的大多数人主张红军应当在赣江东西两岸活动，将赣江两岸的苏区连为一片，以便包围并夺取赣州、吉安、樟树等中心城市，从而争取革命在江西省的首先胜利。
根据少数服从多数的原则，苏区中央局否定了毛泽东的意见，同意了与会的大多数人的意见，决定：以红一、五军团组成中路军，沿赣江以东活动，先北上赤化宜黄、乐安等地，再伺机攻取吉安、抚州；以红三军团的红五军、红七军组成西路军，先在赣江西岸的上犹、崇义、遂川、泰和等县活动，赤化湘赣边界各县，随后向北发展进逼吉安，和中路军“夹江而下”夺取吉安、南昌。
为便于指挥作战，中革军委还在1932年3月12日发出《重编一、三、五军团训令》，决定：（一）以第四军、第十五军编为第一军团，林彪为总指挥，聂荣臻为政委；王良为红四军军长，罗荣桓为政委；黄中岳为十五军军长，左权为政委。（二）以第五军、第七军、第十四军编为第三军团，彭德怀为总指挥，滕代远为政委，陈宗实为总经理处长。邓萍为五军军长，耿万敌为参谋长；龚楚为七军军长，赵博生为十四军军长，黄火青为十四军政委；（三）以第三军、第十三军编为第五军团，季振同为总指挥，董振堂为副总指挥，萧劲光为政委，周子昆为参谋长。徐彦刚为三军军长，葛耀山为政委；董振堂为第十三军军长，何长工为政委。1932年3月15日，又任命陈奇涵为红一军团参谋长，罗荣桓为红一军团政治部主任。
在江口会议上，毛泽东属于少数，不得不服从苏区中央局的决定并保留意见。

## 后续
江口会议后，红军西路军在以彭德怀为总指挥、滕代远为政治委员的指挥下，依照原定计划向赣江西岸的上犹、崇义、遂川开进。红军中路军在以林彪为总指挥、聂荣臻为政治委员的指挥下，3月16日自赣县长洛出发向宁都行动。途中，随中路军行动的毛泽东提出红一、五军团应当向东进入闽西工作一段时期，并且做通了林彪、聂荣臻的思想工作。3月21日，林彪、聂荣臻联名致信中革军委主席朱德，同意毛泽东的意见，拟将红军中路军改成东路军，决定红一、五军团在闽西活动一时期筹足款项之后，再回江西继续沿赣江北上进攻抚州、南昌。
当时，军费短缺也是一个现实困难。3月27日至28日，周恩来在瑞金召开苏区中央局会议，根据毛泽东的提议，重行研究中路军的行动方针。会上采纳了毛泽东的建议，同意中路军改成东路军，先入闽活动一个时期，任务是消灭闽西敌军以及侵入闽西的国民党粤军陈济棠部，巩固闽西苏区，同时指出这仅仅是“临时行动”，等任务完成后仍要继续执行“夹江而下”夺取吉安、抚州、南昌的既定任务。会上，毛泽东表示自己愿随军协助指挥，获得周恩来同意，会议决定毛泽东以中华苏维埃共和国中央临时政府主席身份，随东路军入闽指挥作战。3月底，红一军团抵达长汀。随后红一军团在毛泽东指挥下，攻打龙岩、漳州，取得漳州战役的胜利，并筹集到大批银洋和军用物资。然而，毛泽东指挥红军东路军取胜，不但无功，反而被指责为耽误了北上进攻中心城市的时间，是“右倾机会主义”。
1932年5月3日，周恩来、王稼祥、任弼时、朱德自瑞金联名向中共临时中央发去一份电报，将他们和毛泽东间的分歧汇报给中共临时中央。该电报称：
我们在（中央）苏区扩大方向和红军作战行动上有分歧意见。去年年底，在（中共苏区）中央局会议上，毛泽东提出了沿福建、广东、江西和湖南边界上的三山建立苏区的计划。科穆纳尔（即王稼祥——引者注）反对这一计划，并说在目前的政治形势下，这是规避占领大城市。我们应该在赣江两边之间建立联系并在它的上游占领最重要的城市。当然，我们应该同李立三攻占大城市的冒险主义路线进行斗争。然而，目前的形势对我们有利。我们应该同过分害怕攻占大城市的右倾机会主义作斗争。（中共苏区）中央局的其他委员都同意这个意见，并决定攻打赣州。
当莫斯克文（即周恩来——引者注）来到时，毛泽东提出了在（赣）东北扩大苏区的计划，并反对攻占中心城市。毛泽东遭到反对后，暂时放弃了自己的计划，而我们把占领大城市的计划具体化了，并开始攻打赣州。从被围困的赣州撤退后，毛泽东认为攻打该城的行动是李立三路线的继续。
经过讨论后，毛泽东说了另一番话，说在攻打赣州的同时，应派部分部队去东北方向扩大苏区。毛再次建议在福建、江西、浙江和安徽的边界地区建立大片苏区，并制定了十个月的工作计划，说今年年内不可能占领大城市，必须向其他的农村推进。这一切证明，毛泽东有一个扩大苏区的一贯方针。
毛泽东分析了政治形势后，否定它发展的必要性，认为它是偶然的。因此，他从没有发生变化的形势出发，制定了长期的行动计划。这条政治路线乃是百分之百的右倾机会主义，它低估了目前的形势，完全背离了共产国际和（中共）中央的指示。（中共苏区）中央局所有其他委员都反对这条路线。

1932年春夏间，中共苏区中央局对毛泽东的“右倾机会主义”错误展开了一系列批评批评。1932年4月底（或5月初），周恩来在毛泽东缺席的情况下，主持在长汀城举行苏区中央局会议，“决定同毛泽东的错误进行斗争，并在党的机关报上进行批评”。1932年5月11日，苏区中央局作出《关于领导和参加反对帝国主义进攻苏联瓜分中国与扩大民族革命战争运动周的决议》，不点名批评毛泽东的“右倾机会主义”。周恩来还写了篇题为《拥护全国红军的胜利，坚决执行积极进攻的路线》文章，严厉批评第三次反“围剿”胜利后让红军主力分散“打土围子与创造战场”是“犯了不可容许的迟缓与等待，这种右倾机会主义错误的来源是中央局对于目前政治形势估量不足，因此，对于争取一省几省首先胜利的任务与积极进攻的路线，便缺乏明确的认识”；并且认为“在去年三次战争中所认为最好的战略战术（如诱敌深入），在今年积极向外发展到白区去出击敌人时便不能完全适用了”。1932年5月30日出版的苏区中央局机关报《实话》刊登了周恩来的这篇文章。
1932年5月间，赴上海汇报的项英回到长汀，带回了中共临时中央对毛泽东新的批评。邓颖超也从上海抵达中央苏区，带来了博古等中共临时中央领导人对毛泽东的批评和对苏区工作的意见。1932年5月20日，临时中央给苏区中央局发来电报，批评苏区党大会（即“赣南会议”）未充分开展自我批评，“两条战线的斗争，尤其非常薄弱”，认为苏区党大会以反对毛泽东的狭隘经验论代替了反对毛泽东的机会主义的斗争，这是苏区党大会最主要的“错误与缺点”。
遵照中共临时中央的指示精神，周恩来任书记的中共苏区中央局认为要加大对毛泽东的批评力度。正好1932年6月上旬红军东路军自漳州回师赣南，毛泽东回到长汀城。苏区中央局立即召开全体委员会议，迫使毛泽东在会上承认自己犯有“右倾机会主义”错误，并迫使他放弃了原来提出的向赣东北发展的主张。1932年6月9日，苏区中央局致电中共临时中央汇报了此次会议的情况：
共产国际的指示信中央局全体委员之间已阅。1.毛泽东已从前线返回，全会已结束，取得很好结果，一致同意中央的指示信，坚决揭露了以前的错误，进行了深刻的自我批评，确定了当前政治工作的积极进攻方针和在江西省取得首先胜利的行动方针。在全会上，毛泽东同志表现出很好的态度，深刻承认了自己以前的错误，完全放弃了自己向东北扩张的意见。所有问题都迎刃而解了。2.我们的讨论是在同志式的气氛中进行的，只限于中央局委员之间。这并不妨碍毛泽东的领导工作。目前我们正齐心协力地执行中央的指示，不会再有任何冲突。
1932年6月17日，苏区中央局作出《关于争取和完成江西及其邻近省区革命首先胜利的决议》，再次批判毛泽东“一贯的右倾机会主义错误”，提出中央苏区党的任务是“采取更积极进攻策略”，“夺取赣河流域的南昌、九江、吉安、赣州、萍乡等中心城市，以实现江西及其邻近省区革命的首先胜利，乃至争取全国的革命胜利”。
在批判毛泽东的同时，苏区中央局开始削夺毛泽东对苏区军事行动的决策权。详情见宁都会议。
1964年2月9日，朱德写下一首五言诗，回顾了当年毛泽东提出的向赣东北发展的意见，认为这一意见是正确的。诗曰：

不听仙人指，寻求武夷巅。

越过仙霞岭，早登天台山。

赣闽成一片，直到杭州湾。

出击求巩固，灭敌在此间。

## 会议旧址
江口会议旧址位于赣县江口镇江口村窝上。旧址原为曾屋祠堂，四扇三间，夯墙土木结构，两层楼房，占地面积大约400平方米，正厅和右厢房在2001年323国道赣（县）于（都）段改造时被拆毁，左厢房不久也倒塌，此后仅存房基。